# یواس‌اس کراکت (ای‌پی‌ای-۱۴۸)
یواس‌اس کراکت (ای‌پی‌ای-۱۴۸) (به انگلیسی: USS Crockett (APA-148)) یک کشتی بود که طول آن ۴۵۵ فوت ۰ اینچ (۱۳۸٫۶۸ متر) بود. این کشتی در سال ۱۹۴۴ ساخته شد.